# Karl Wallinius
Karl Erik Edvin Wallinius (* 14. Januar 1999 in Lund) ist ein schwedischer Handballspieler.

## Karriere

### Verein
Karl Wallinius lernte in der Jugendabteilung von LUGI HF das Handballspielen. 2016 debütierte der 1,99 m große linke Rückraumspieler in der höchsten schwedischen Liga, der Handbollsligan. In seiner ersten Spielzeit warf er drei Tore in 27 Einsätzen, in seiner zweiten bereits 61 in 32 Spielen. Im EHF-Pokal 2017/18 nahm er erstmals an einem internationalen Vereinswettbewerb teil. Hier erreichte er mit dem Team aus Lund die Gruppenphase, dabei erzielte er 19 Treffer in acht Partien. In der Saison 2018/19 kam er nur auf 30 Saisontreffer in 32 Spielen. Seinen Durchbruch schaffte er in der Saison 2019/20, in der ihm 131 Treffer in 30 Spielen gelangen. Diesen Formanstieg bestätigte er in der Spielzeit 2020/21 mit 114 Toren in nur 20 Spielen. In der Saison 2021/22 stand Wallinius in der ersten französischen Liga, der Starligue (LNH), bei Montpellier Handball unter Vertrag. Mit dem französischen Rekordmeister nahm er an der EHF Champions League 2021/22 teil. Im August 2022 unterschrieb er einen Fünfjahresvertrag beim deutschen Rekordmeister THW Kiel. Mit Kiel gewann er den DHB-Supercup 2022 und 2023 sowie die deutsche Meisterschaft 2023. Im November 2024 wechselte er nach Dänemark zu Ribe-Esbjerg HH.

### Nationalmannschaft
Für die schwedische Jugend- und Juniorenauswahl bestritt Karl Wallinius seit dem 8. April 2016 34 Länderspiele und warf dabei 91 Tore.
In der schwedischen A-Nationalmannschaft debütierte Wallinius am 4. November 2021 beim 31:24-Sieg gegen Polen. Bei der Europameisterschaft 2022 bestritt er alle neun Spiele auf dem Weg zum Titelgewinn und warf dabei seine ersten vier Länderspieltore überhaupt, alle beim Halbfinalsieg gegen Frankreich. Beim Gewinn der Bronzemedaille bei der Europameisterschaft 2024 bestritt er alle neun Spiele und warf vier Tore.